# Nieznanowo (obwód riazański)
Nieznanowo – wieś w rejonie korablińskim, w obwodzie riazańskim, w Rosji. Znajduje się w odległości ponad 200 km, na południowym-wschodzie od Moskwy.

## Historia
W latach 1137–1139 pojawiły się pierwsze wzmianki o wsi Nieznanowo. W 1856 roku zbudowano obecną murowaną cerkiew. W 1880 roku założono szkołę. W czasach komunistycznych, aż do 1991 roku cerkiew była zamieniona na magazyn kołchozowy i klub wiejski. W 1993 roku cerkiew  odzyskano i konsekrowano.

## Osoby związane z miejscowością
- Aleksander Synicyn (1922–1944), bohater Związku Radzieckiego i uczestnik II wojny światowej, poległ w walce z faszyzmem[2].